# Jean-Laurent Legeay
Pour les articles homonymes, voir Legeay.
Jean-Laurent Legeay, appelé aussi Jean Le Geay, est un architecte français (né en 1708 à Paris et décédé en 1790 à Rome) connu pour ses dessins et ayant œuvré essentiellement en Prusse.

## Biographie
Il remporte le grand prix de l'Académie royale d'architecture en 1732 (ancêtre du prix de Rome) : cela lui permet de séjourner à l'Académie de France à Rome, après un long intermède, de 1737 à 1742. De retour à Paris, il fonde un cours d'architecture à Paris où il aura pour élèves parmi les architectes les plus prestigieux du XVIIIe siècle : Étienne-Louis Boullée, Marie-Joseph Peyre, Charles de Wailly ou encore Pierre-Louis Moreau-Desproux. Il les influence notamment dans la forme du rendu des dessins.
Vers 1748, il est appelé à Berlin pour participer à la réalisation de la Cathédrale Sainte-Edwige : le projet qu'il propose avec Georg Wenzeslaus von Knobelsdorff, architecte de Frédéric II de Prusse est réalisé mais modifié. En octobre 1748, il devient l'architecte de Christian-Louis II de Mecklembourg-Schwerin, jusqu'à la mort de celui-ci en 1756. À cette date, il est nommé premier architecte Frédéric II de Prusse. Il se querelle avec lui en 1763 et quitte la Prusse.
Il effectue un séjour en Angleterre en 1766-1767. De nouveau à Paris, il publie une série de ses estampes, inspirés du Piranèse. Il retourne à Rome vers 1786 où il finit sa vie.

## Principales réalisations

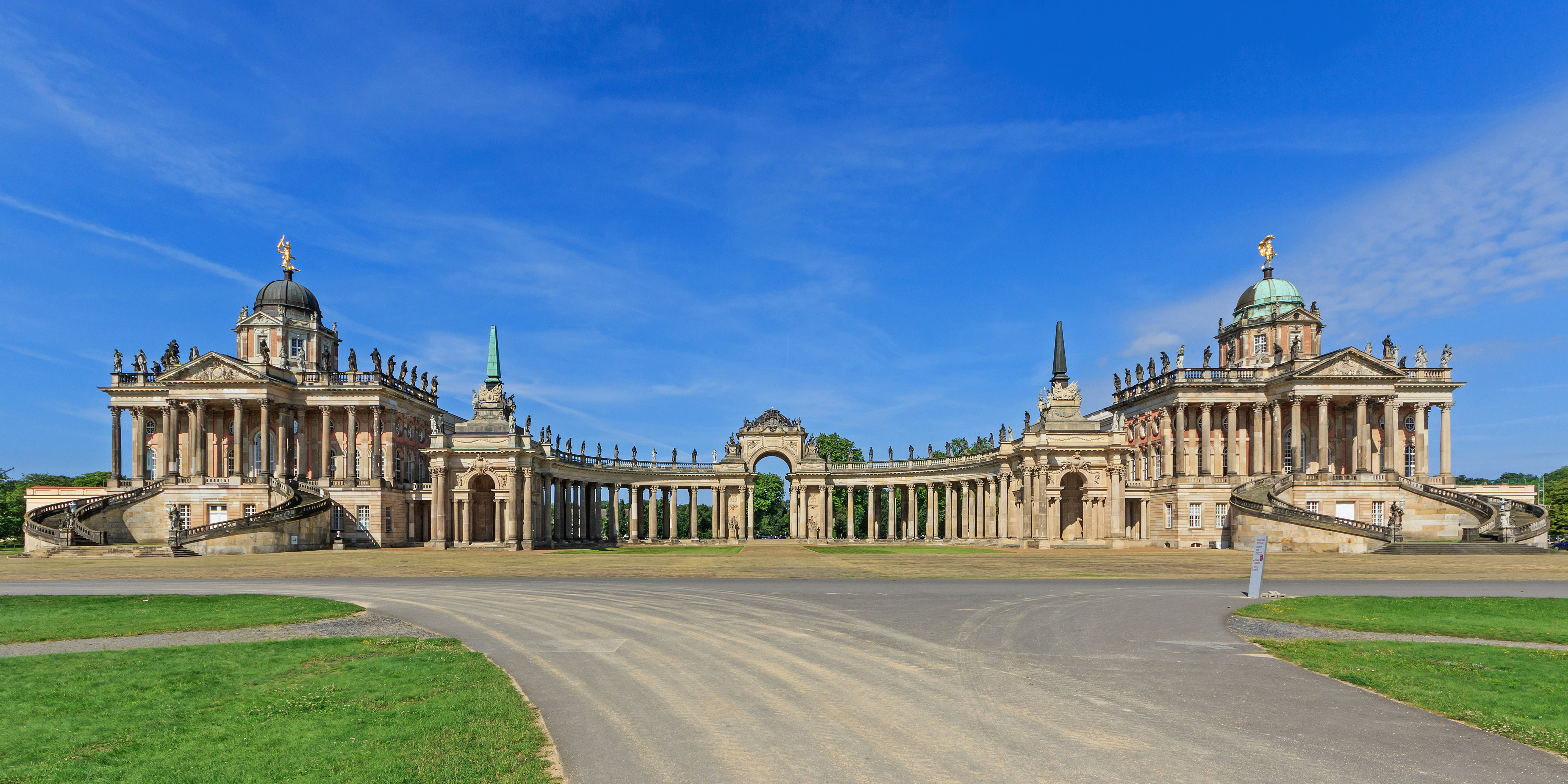
Communs du Nouveau Palais à Potsdam

- 1748-1770 : Cathédrale Sainte-Edwige de Berlin avec Georg Wenzeslaus von Knobelsdorff, Johann Boumann et Johann Gottfried Büring
- 1762 : salle de bal du château de Rostock
- 1765-1766 : communs du Nouveau Palais (Neues Palais) à Potsdam avec Karl von Gontard